# Heidenhain (azienda)
Dr. Johannes Heidenhain GmbH, o semplicemente Heidenhain, è un costruttore tedesco di meccatronica con sede a Traunreut. È specializzato in sensori, attuatori e CNC per macchine utensili.

## Storia

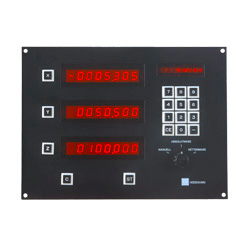
Controllo numerico TNC110 del 1972

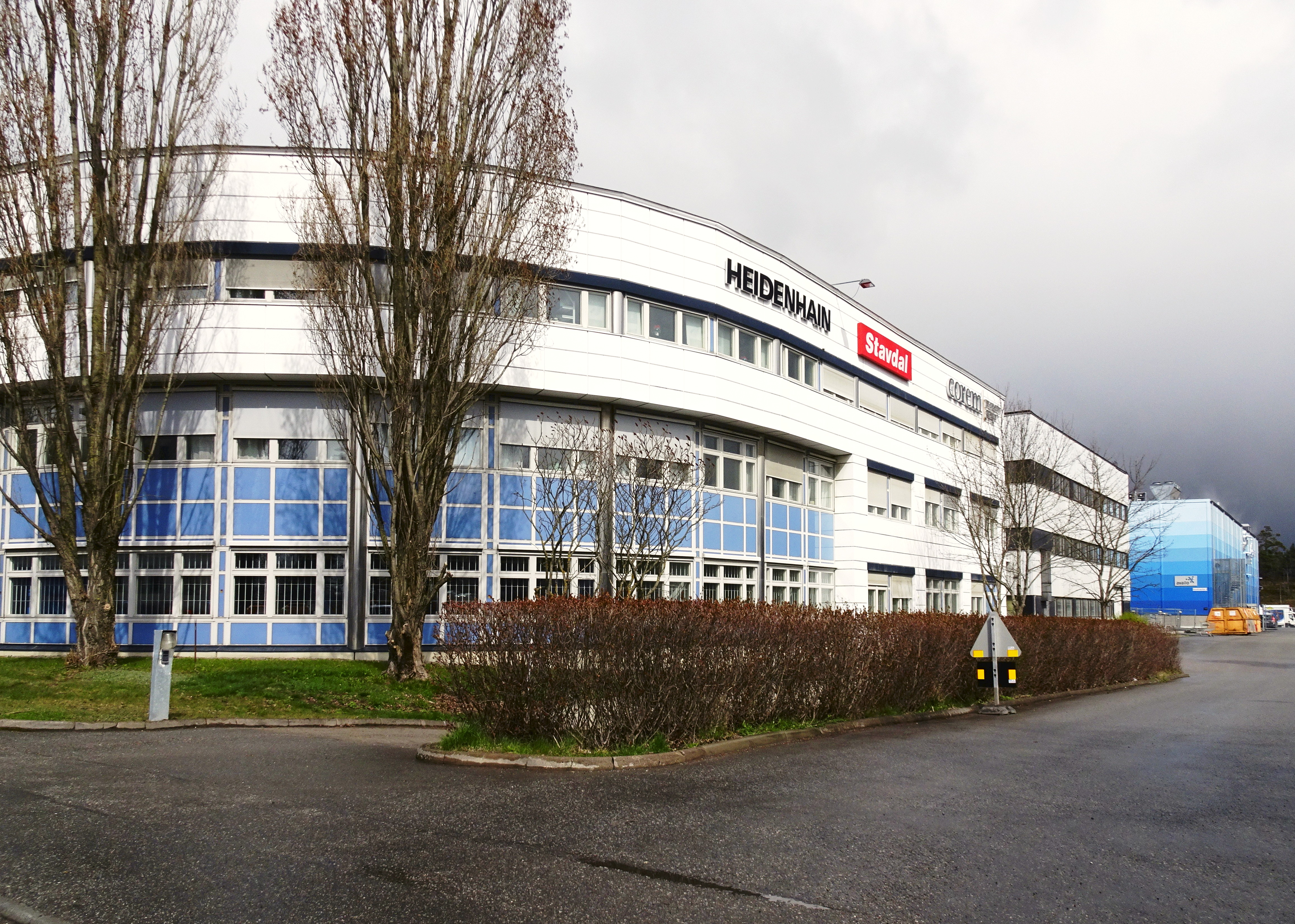
Heidenhain a Stoccolma

La società ha origine nel 1889 da Wilhelm Heidenhain a Berlino come officina meccanica. Nel 1928 viene brevettato il metodo Metallur, un metodo di copia di geometrie precise trasferibile su superfici metalliche. Nel 1932 muore Wilhelm Heidenhain e il figlio Johannes Heidenhain (1898-1980), in azienda dal 1929, insieme al socio ed ex-dipendente Otto Hahn, diressero l’azienda. Nel 1943 Heidenhain produsse un sistema di misurazione lineare con precisione micrometrica con errore di ± 15 µm e un disco sezionatore con una precisione angolare di ± 1 gr.sec. Gli strumenti odierni arrivano a precisioni di 0,005 µm.
Dopo la seconda guerra mondiale, Heidenhain fonda nuovamente la società a Rain am Lech, registrandola presso la Camera di Commercio il 1º gennaio 1947, e subito dopo nel 1948 a Traunreut.
Viene sviluppato il metodo Diadur per la deposizione di strati di cromo su superfici come il vetro. Questo permetterà di creare precise scale di riferimento su trasduttori come encoder, encoder angolari. Il brevetto verrà rilasciato il 28 febbraio 1950 dando il via al metodo DIADUR. Dal 1952 verranno prodotti sensori ottici per macchine utensili. Dal 1961 verranno commercializzate cellule fotoelettriche. Nel 1968 viene commercializzato il primo sistema di posizionamento numerico.
Nel 1970 viene fondata la Dr. Johannes Heidenhain Stiftung GmbH. Die Dr. Johannes Heidenhain GmbH gehört zu 100 % der Stiftung.
Nel 1976 viene commercializzato il primo sistema Controllo numerico computerizzato (CNC). Nel 1987 viene prodotto un sistema di misura lineare secondo il principio della interferenza, con precisione di nanometri.

## Struttura

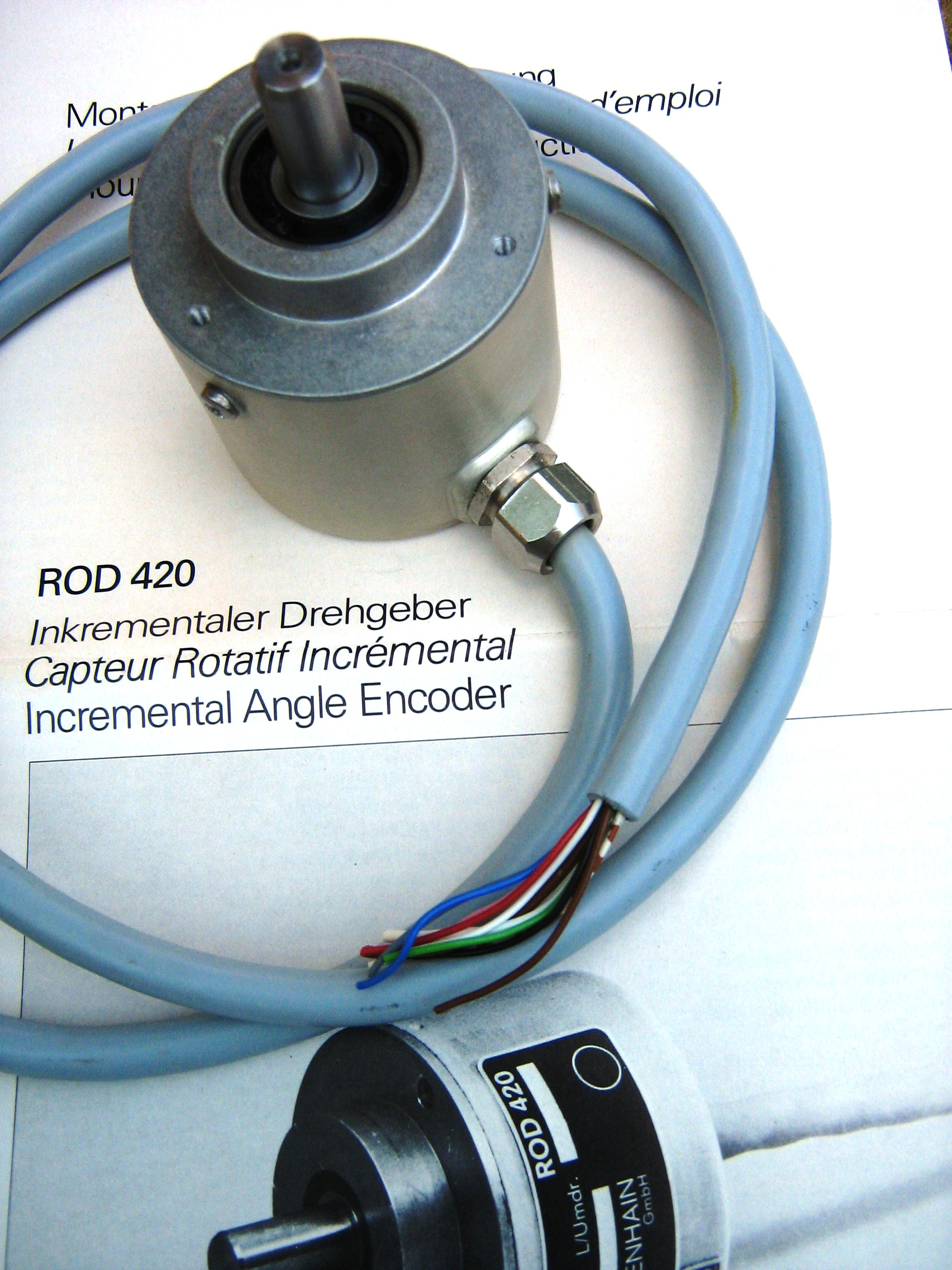
Encoder incrementale ROD 420

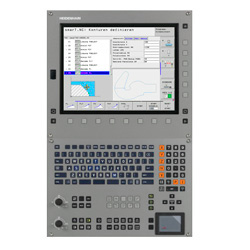
Computer numerical control modello iTNC 530

La Dr. Johannes Heidenhain GmbH ha diverse società:
- hmp HEIDENHAIN-MICROPRINT GmbH, Berlino
- KL Messtechnik & Service, Heßdorf
- Leine & Linde AB, Svezia
- NUMERIK JENA GmbH, Jena
- Vistec Electron Beam GmbH, Jena

## Istruzione
- Il ‘’Johannes-Heidenhain-Gymnasium Traunreut’’ a Traunreut trae il suo nome dal fondatore. La società eroga ogni anno uno ‘’Stipendium’’ ai meritevoli, per assicurare gli studi nei cinque anni di corso.